# Битка код Цушиме
Битка код Цушиме је била последња и одлучујућа поморска битка Руско-јапанског рата. Вођена је током 27. и 28. маја 1905. (14. и 15. маја по Јулијанском календару тада коришћеном у Русији) у мореузу Цушима. У овој бици јапанска флота под командом адмирала Хејхачира Тога је уништила две трећине руске флоте којом је командовао адмирал Зиновиј Роженственски. Ово је билa највећа битка пре ере ратних бродова категорије дреднот.

## Обостране припреме
Након побигије адмирала Макарова, 13. априла 1904. године, руска команда је по први пут озбиљније почела да разматра питање слања појачања флоти на Далеком истоку. Иако се радило о веома хитном задатку, коначна одлука о слању снага из Балтичког мора била је донета тек крајем августа 1904. године. Припреме тих снага биле су, пак, завршене тек у септембру када је и службено била формирана Друга тихоокеанска ескадра. Њен задатак је био да отплови у Жуто море и са Првом ескадром превагне однос поморских снага у корист Русије. Друга тихоокеанска ескадра под командом вицеадмирала Зиновјева Рожденственског напустила је Либаву (Лијепаја у данашњој Летонији) на Балтичком мору 16. октобра 1904. године, и кренула на марш дуг преко 29.000 km. Ова флота се састојала од бродова дотадашње Балтичке флоте и знатног броја бродова који су на почетку непријатељстава били још у изградњи, а у међувремену су били завршени и стављени у службу. У свом саставу је имала поред модерних бојних бродова – тзв. француског типа – и три обалне оклопњаче старе преко 20 година.
Пловидба од Либаве до Гибралтара је протекла веома мучно, јер су британски ратни бродови стално пратили ескадру и бродовима секли курс да би их што дуже задржали на путу. Пловећи Северним морем руски бродови су грешком отворили ватру на британске рибарске бродове мислећи да су ратни; сукоб са британском владом добио је међународни карактер и постао је познат као „Халски инцидент“. У Тангеру се ескадра поделила на два дела: лакши бродови су наставили пут кроз Средоземно море и Суецки канал, а главнина дуж западних обала Африке и око Рта добре наде. Крајем децембра ескдара се поново сјединила у заливу Носи-Бе у подручју острва Мадагаскар. Политичка и војна ситуација по Русију је из дана у дан постајала све тежа и замршенија за вођење рата. У Русији је почетком 1905. године избила револуција. У јануару је пао Порт Артур, а крајем фебруара руска Манџуријска армија је прeтрпела одлучан пораз у бици код Мукдена. Након скоро тромесечног задржавања на Мадагаскару вицеадмирал Рожденственски је половином марта наставио пут. Добио је задатак да се пробије за Владивосток и настави борбу за превласт на мору, коју је отпочела Прва тихоокеанска ескадра. Праћен бродовима с угљем, које је уступила једна немачка компанија, пребродио је најтежи део пута, преко Индијског океана. Његови бродови су се 14. априла 1905. године усидрили у заливу Кан Ранг на источној обали тадашње Француске Индокине (данашњи Вијетнам), где се Другој ескдари прикључила Трећа тихоокеанска ескдара под командом вицеадмирала Николаја Небогатова састављена од старих бродова. Сједињене снаге од осам бојних бродова – четири модерна, три обалне оклопњаче, три стара оклопна крсташа, две велике и четири мале крстарице, једне помоћне крстарице, девет разарача, шест помоћних и два болничка брода као и седам бродова за превоз угља, напустле су Француску Индокину 14. маја.
Након уништења руске Прве тихоокеанске екадре у бици у Жутом мору 10. августа 1904. године, Јапанци су ремонтовали своје бродове, исхабане топове су заменили новим и интензивно вежбали флоту, који су сачињавали хомогени типови бродова: 4 бојна брода и 8 оклопних крсташа – главнина флоте подељена у две дивизије, 14 крстарица, један стари бојни брод и један оклопни крсташ (4 дивизије), 21 разарач, око 40 торпедних чамаца, 3 топовњаче и 16 помоћних крстарица. Прилазе Владивостоку су минирали, а мореузе Цугару и Ла Перуз (Соја) контролисали. Крајем фебруара и почетком марта крстарицама и помоћним крстарицама непрекидно су извиђали воде Тајвана, Холандске Индије и Малајски пролаз. По целој Југоисточној Азији Јапанци су организовали обавештајну службу ради јављања о покретима руске флоте. Командант флоте, те уједно и команднант Прве дивизије главнине снага, адмирал Хејхачиро Того сконцентрисао је од априла 1905. године све јапанске снаге у заливима и лукама Корејских врата, највише у Масампоу (Масану). На прилазима корејским вратима, око 300 km од Масампоа – између острва Чеиџу и архипелага Гото помоћне крстарице су биле образовале једну, а у самим вратима крстарице другу патролну линију. Ове крстарице су биле распоређене на таквим међусобним растојањима да су морале и ноћу опазити противничку ескадру ако би хтела да се пробије. Сви разарачи и скоро сви торпедни чамци били су прикупљени у јапанским и корејским лукама, Корејским вратима и на острву Цушима. Таквим распоредом адмирал Того је успео да обезбеди маневар снага и по унутрашњим оперативним правцима, ако би руске снаге покушале да се пробију ка Владивостоку око јапанских острва. Посаде су после низа великих вежби препуштене потпуном одмору.
Главнина руских снага, коју су сада сачињавали бојни бродови, три обалне оклопњаче и један оклопни крсташ, била је подељена у три дивизије којима су командовали вицеадмирал Рожденственски – уједно и командант флоте, контраадмирал Фелкерсам (који је 25. маја умро што је било затајено од посаде) и контраадмирал Небогатов. На челу састава крстарица био је контраадмирал Енквист. По ватреној моћи руска флота је била знатно слабија од јапанске – 49 према 61 оруђа тешке и 174 према 379 оруђа средње артиљерије. И остале предности биле су на страни јапанске флоте, која је у кампањи против Прве тихоокеанске ескадре стекла богато борбено искуство, за разлику од руске Балтичке флоте која је под веома неповољним условима први пут ступала у борбу. Флотне потребе, које је контраадмирал Рожденственски водио због недовољне снабдевености Владивостока, кочио је покрете флоте састављене од бродова најхетерогенијих типова. Укључивањем застарелих јединица са дотрајалим котловима и непоузданим машинама као и услед обраслог дна дуготрајним маршом и задржавањем у тропским пределима брзина флотног састава била је само десет чворова, док је истовремено брзина јапанске флоте била 16 чворова. Тиме је јапанска флота имала могућност да наметне своју тактику у бици која ће уследити и да без потешкоћа парира сваком маневру који би предузели Руси.
Вицеадмирал Рожденственски, који је познавао слабости и безнадежну ситуацију руске флоте, тражио је да буде смењен, али му је оставка била одбијена. Руска флота била је не само измешана са застарелим јединицама, но су и њени официри и посаде били без ратног искуства и слабо извежбани, а поред свега тога су бродови у близини борбеног подручја били на отвореном мору претоварени угљем, тако да су имали газ и до два метра већи од нормалног. На тај начин су руски ратни бродови, који су и иначе били у не баш најбољем стању, изгубили на стабилности. Услед тога је борбена моћ руске флоте била још слабија но што је по њеном борбеном саставу изгледало.

## Битка

### Сукоб са јапанском извидницом
Након што је 25. маја код архипелага Чусан отпустила део транспортних бродова у Шангај, а две помоћне крстарице упутила у крстарички рат, руска флота је узела курс према Корејским вратима. Обавештен 26. маја о доласку руских транспортних бродова у Шангај, адмирал Того је наредио приправност флоте и сутрадан испловио, након што је примио извештај од помоћне крстарице „Шинано Мару“ из патролне линије, која је руску флоту открила 27. маја око 02:00 часова. У зору, око 05:00 часова је руска флота ушла у Цушимски мореуз. Ова јапанска помоћна крстарица је стално следила руску флоту јављајући преко радија њен положај, брзина и курс адмиралу Тогу. Руска флота није предузимала никакве мере извиђања и није знала где се налази јапанска флота. Видљивост је била слаба, с повременом маглом, дувао је јак југозападни ветар, а бродови су јако посртали на таласима.
До 10:15 часова руска флота је пловила у маршевском, а потом је приступила образовању борбеног поретка. Руске три дивизије пловиле су у поретку бразде, транспортни бродови позади, непосредно осигурани бродовима крстаричке дивизије, претходнице и 2. дивизиона разарача. Нешто после 11:00 часова руска флота је већ пловила у дугачкој формацији бразде приближавајући се најужем месту теснаца између острва Цушиме и Јапана када се на видику појавило неколико јапанских крстарица. У 11:20 часова руска флота је отворила краткотрајну ватру на јапанске крстарице, које су је следиле, након што су у 07:00 часова успоставиле с њом додир. Убрзо након тога појавили су се и јапански разарачи испред руске флоте. Вицеадмирал Рожденственски је очекивао појаву главнине јапанске флоте одмах иза опажених извиђачких јединица и бојао се напада у најнепововољнијем тренутку, тј. на најужем месту залива. Овде је противник могао све своје снаге концентрисати против чела руске флоте и тако уништити предње јединице, јер други руски бодови не би успели да им благовремено притекну у помоћ. Због тога је вицеадмирал Рожденственски хтео да на време појача чело свог састава. То је намеравао да изведе престројавањем 1. дивизије у врсту, намеравајући тако да протера Јапанце прамчаном ватром својих најјачих бродова.

### Престројавање руске флоте
Нешто после 13:00 часова наредио је развијање сигнала заставицама да прва дивизија повећа брзину и окрене се у брзди за 90 степени надесно. Овај маневар је успео и сва четири бојна брода прве дивизије су возила у окомитом курсу од правца којим је пловио остатак флоте. Када је први брод на челу те флоте – био је то бојни брод „Осљабја“ (рус. Ослсьаьбя) – стигао до места на коме је прва дивизија скренула, тј. када се нашао у продуженој бразди прве дивизије, вицеадмирал Рожденственски је наредио да се подигне сигнал да све јединице 1. дивизије изврше истовремени заокрет за 90 степени налево. Овим маневром би се комплетна прва дивизија бојних бродова нашла у фронталној формацији заједно са „Осљабјом“ и на челу руске линије возило би пет најјачих бродова. Али овај маневар није успео. Други брод у бразди прве дивизије био је „Император Александар III“. Он је возио иза адмиралског брода вицеадмирла Рожденственског, „Књаз Суворов“ (рус. Кньаз Суворор) који је био на челу формације и није тачно прочитао сигнал, те је уместо да окрене једновремено са челним бродом за 90 степени налево он следио „Кнеза Суворова“ у бразди.
Командант трећег бојног брода у формацији, „Бородино“, тачно је прочитао сигнал и хтео је да се окрене, али када је видео да други брод следи први у бразди мислио је да је он погрешно прочитао сиганал те се вратио у бразду. На потпуно исти начин био је збуњен и командант четвртог брода „Орао“, па је и он продужио у бразди, тако да је 25 минута након првог сигнала комплетна 1. дивизија возила у паралелној бразди са другом и трећом дивизијом уместо у формацији фронта. И поред погрешно изведног маневра руске флоте Јапанци су се повукли. Треба истаћи да због узбурканог мора јапанске торпедне јединице су по наређењу адмирала Тога биле у једном од залива на острву Цушима.

### Сусрет руске и јапанске главнине
Након јапанског одступања, вицеадмирал Рожденственски је наредио поновно образовање колоне главнине снага, тј. да 1. дивизија опет заузме своја пређашња места у поретку. Међутим, и овај руски маневар је био изведен веома траљаво и изазвао је знатан неред на челу руске формације, баш у тренутку, у 13:15 часова, када се на 12 km испред Руса – из источног правца – појавила главнина јапанских снага са још три дивизије крстарица. Збрка на руској страни је била толика да су неки бродови морали машине да пребаце на вожњу унтраг да би избегли сударе са другим бродовима.
У 13:44 часова адмирал Того је почео да прелази у борбени курс. Јапанска флота је извршила у бразди готово потпуни заокрет јер је адмирал Того хтео да концентрише све своје снаге против руских најјачих бродова. Покушавајући да искористи ситуацију у којој су јапански ратни бродови у бразди вршили окрет и покривали једни друге, вицеадмирал Рожденственски је наредио отварање ватре у 13:49 часова на даљини од 6.000 метара; Јапанци почињу да узвраћају у 13:51 часова. Поредак руске главнине снага био је у скоро потпуном нереду – заклоњена бродовима 2. дивизије, два зачелна брода 1. дивизије нису могла да гађају; бродови 2. и 3. дивизије морали су да успоре вожњу па чак и да застану да би пропустили бродове 1. дивизије на чело борбеног поретка чиме су се постали изврсна мета јапанској флоти. Због положаја у односу на Јапанце, сви бродови су руске главнине нису могли да отворе ватру из свих главних топова.

### Руска главнина обухваћена
Јапански маневар је у потпуности успео и јапанска флота је могла да у 14:10 часова са даљине од 8.000 метара отвори ватру са свих својих 12 бојних бродова и оклопних крсташа. Адмирал Того је наредио да се ватра концентрише на челне руске бродове 1. и 2. дивизије – бојне бродове „Кнез Суворов“ и „Осљабја“. Тачност и брзина јапанске ватре била је изванредна и одмах су се показале последице њене одличне извежбаности и ратне спремности. Ватри са 12 јапанских тешких јединица могло се супротставити само првих пет руских бродова. Догодило се управо оно што је вицадмирала Рожденственског плашило и што је желео да спречи неуспешним маневром 1. дивизије. У 14:25 часова бојни брод „Осљабја “, адмиралски брод 2. дивизије, бива тешко оштећен и избачен из даље борбе. Готово истовремено бива из борбе избачен и јапански оклопни крсташ „Асама“ и присиљен да напусти формацију. Јапанци су испаљивали фугасна зрна велике бризантне моћи, те су због тога руски бродови били убрзо у пламену, док су Руси користили панцирне (противоклопне) гранате с упаљачима са закашњењем и слабијим експлозивом, те су оне имале знатно слабији ефекат на циљ.
У 14:30 часова и адмиралски брод вицадмирала Рожденственског „Кнез Суворов“ је већ био сав у пожару са срушеним димњаком и јарболима и оштећеним топовским кулама. Убрзо је и „Кнез Суворов“ морао да напусти формацију са тешко рањеним вицеадмиралом Рожденственским, док су погинули готово сви официри штаба. Такође је био тешко оштећен и јапански адмиралски бојни брод „Микаса“ који је примио 10 директних погодака. Вршећи обухват противничког чела формације, Јапанци су присилили Русе да постепено мењају курс ка југоистоку. Услед драстичне разлике у брзини пловидбе две флоте – Руси су пловили брзином од 10 чворова а Јапанци око 15 – удаљеност пада на свега 5.200 метара те тачност јапанског гађања све више долази ди изражаја, услед чега руски бојни брод „Осљабја“ прима све више погодака, те убрзо почиње да тоне, а нешто касније се и преврће. Када је удаљеност била смањена на нешто више од 3.000 метара, у дејство ступа и јапанска малокалибарска артиљерија од 76 mm отварајући брзу паљбу.
Око 15:00 часова руска главнина флоте, предвођена бојним бродом „Император Александар III“, је покушала да се оштрим скретањем налево, по крми јапанског курса, пробије ка Јапанском мору и тако извуче из тешког положаја. Но, 1. дивизија јапанских бојних бродова је одмах парирала овом маневру и брзим заокретом свих јединица а нешто касније и благим заокретом читаве бразде опет препречила пут руској флоти укрштавањем на „T“, гађајући из свих топова пре свега руски бојни брод „Император Александар III“. Јапанци су вештим маневром своје 1. и 2. дивизије потискивали руско чело, претећи да га обухвате и потискујући га. Руси поново покушавају да изађу из врло неугодног положаја јаким заокретом читаве линије за скоро 180 степени. Притом се руска 3. дивизија одвојила и упутила ка југу, а слаба видљивост и дим од артиљеријске ватре и пожара на неко време су раздвојили противнике.

### Руске лаке јединице одвојене
У међувремену се на одвојеном бојишту развила битка између шест руских оклопних крсташа и крстарица, једне помоћне крстарице (која је у том боју потопљена) и пет разарача, и јапанског једног бојног брода, једног оклопног крсташа и 14 крстарица с друге стране. Пловећи под борбом ка истоку, противници су око 15:00 часова дошли у близину главнина снага, при чему је руска 3. дивизија избацила из борбе две јапанске крстарице и тиме олакшала ситуацију руских крстарица и транспорта. Јапанска 1. и 2. дивизија одвојено су тражиле руску главнину; у 16:52 часова јапанска 2. дивизија је ступила у борбу с руском 3. дивизијом и крстарицама, али су се ове око 17:30 часова успеле извући према северу. И 1. дивизија је неко време гађала руске крстарице и транспортне бродове, а затим се окренула ка северу тражећи руску главнину снага, која је са крстарицама и остатком флотног транспорта – болничке бродове Јапанци су запленили, три транспортна брода су потопили – око 17:30 часова продужила према северу.

### Потапање руских бојних бродова
За то време 2. јапанска дивизија је пролазећи поред осамљеног бојног брода „Кнез Суворов“ отворила по њему јаку ватру. После 17:00 часова, када је од 800 људи његове посаде остало у животу још свега око стотину, разарач „Бедовја“ (рус. Бедовый) је преузео са бојног брода тешко рањеног вицеадмирала Рожденственског, а команду је примио контраадмирал Небогатов, кога Јапанци нису толико нападали. Око 18:00 часова бојни брод „Кнез Суворов“ је поново био под ватром комплетне 2. јапанске дивизије. У сумрак, око 19:12 часова наишла је једна група јапанских торпедних чамаца, који су са свега 300 метара удаљености лансирали торпеда постигавши три поготка. Након десет минута бојни брод је потонуо при чему је неколико морнара, који су били још живи, до последњег часа пуцало из једног преосталог топа. Борба бојног брода „Кнез Суворов“ убраја се у ред најславнијих и најпожртвованијих отпора бродова у поморској истороји.
Око 16:00 часова поподне је престао јак ветар и због густог дима који је лебдео над бојиштем био је изгубљен додир између две флоте, али је сат времена касније поново био успостављен са 2. јапанском дивизијом, а у 17:42 часова адмирал Того је са 1. дивизијом поново успоставио контакт и ступио у борбу са руском главнином, а у 18:32 часова и вицеадмирал Хиконоја Камимура (1. мај 1850 — 7. август 1916) са 2. дивизијом. Битка у паралелним курсевима је постајала све жешћа, нарочито када се време разведрило. Убрзо је био потопљен бојни брод „Император Александар III“. Тада је јапанска флота управила сву своју ватру на бојне бродове „Бородино“ и „Орао“. У 19:12 часова, када је већ био потпуни мрак, је био потопљен и бојни брод „Бородино“ са читавом посадом, док је „Орао“ примио 78 погодака и био је гомила рушевина. На тај начин су сви најбољи руски бродови били или уништени или онеспособљени, док јапанска флота није изгубила ни једну јединицу, премда су све укупно биле 144 пута погођене.

### Распад руске флоте и напад јапанских разарача
У сумрак, руска флота се распала на много страна, услед чега су поједине групице изгубиле сваки међусобни контакт. Падом мрака и смиривањем времена, Јапанци су упутили у напад 21 разарач и 37 торпедних чамаца. Руски бродови, осим 3. дивизије, нису били увежбани да плове замрачени и одавали су се паљењем рефлектора. Одлучно нападајући, Јапанци су доспевали у мртве углове руске артиљерије. При избегавању јапанских торпедних напада руски поредак се још више растурио. Јапанци су лансирали преко стотину торпеда, али је упркос изванредној смелости напада било постигнуто свега седам погодака. Потопили су два бојна брода и два оклопна крсташа, док је један тешко хаварисани разарач потопила сама посада, а изгубили су три торпедна чамаца. Остатак главнине снага, неколико крстарица и разарачи успели су да се пробију у Јапанско море. Контраадмирал Енкинст се са три крстарице пробио у Жуто море, где су стигла и три транспортна брода и два разарача, од којих је један оштећен касније потонуо. У зору је контраадмирал Небогатов имао на окупу два бојна брода, две обалне оклопњаче и једну малу крстарицу. Капитулирао је након што је око 10:30 часова 28. маја на четрдесетак километара југоисточно од гребена Таке Шиме био нападнут од скоро комплетне јапанске флоте; једино је једна крстарица успела да умакне Јапанцима, али је касније и она била уништена, насукавши се на руској обали. Истога дана у појединачним бојевима била је потпопљена и обална оклопњача „Адмирал Ушаков“, крстарица „Светлана“ и три разарача, а 29. маја оклопљени крсташ „Дмитриј Донски“ (рус. Дмитрий Донской). Разарач „Бедовја“ с тешко рањеним вицеадмиралом Рожденственским био је заробљен 28. маја. Тиме је битка код Цушиме била и дефинитивно окончана – потпуним катастрофалним поразом руске флоте.

## Битка из руске перспективе
Добар опис битке оставио нам је руски поморски официр В. Семјонов, учесник овог догађаја. Он је водио дневник и белешке пре битке, током саме битке и након битке.
„Непријатељ је завршио престројавање. Његових 12 бродова запловило је у лепо реду према нама, једни уз друге, пловећи паралелно напред. Нисмо приметили никакав неред ... На нашој страни ... каквих ли последица разарања. Заповеднички торњеви на мостовима у диму, запаљени остаци и гомиле лешева на палуби; све је било разорено хицима, све уништено ... Пошто је „Суворов“ био избачен из поретка, а како „Александар“, тј. тачније заповедник брода Бухвостов ни од кога није добио заповести, наставио је да се бори као челни брод флоте ... Јапанци, охрабрени првим успехом, настојали су да поново спроведу свој план битке - концентрисати све снаге на челни брод ...
„Того је схватио озбиљност ситуације и одлучио да окрене бродове налево. у том тренутку је код Јапанца завладао неред који их могао скупо стајати. Међутим, наше бродовље није могло да искористи ову ситуацију због општег стања. Непријатељ је, напротив, опет искористио своју брзину, те је успео не само да среди своје несређене редове већ и да спроведе своју првобитну намеру. Допловио је пред само чело и поново потиснуо „Александра“ према југу. За њим су пловили остали бродови. Размак је очигледно постајао мањи ... Низ хитаца је погодио предњи мост и торањ са леве стране, те се „Александар“ оштро окренуо надесно у супротни смер и поново се удаљио. За њим су запловили „Бородино“, „Орел“ и други. Код наших се зачуло негодовање ~ „Они нас остављају на цедилу ... “ „Беже ...“ „Они то нису смели да учине ...“ Овакве и сличне примедбе чуле су се све гласније међу посадом ...“

## Закључак
Од осам руских бојних бродова било је потопљено шест, а два су заробљена. Од шест крстарица две су уништене, једна је стигла у Владивосток, а три су дезармиране (разоружане) у Манили. Потопљена су сва три руска оклопна крсташа као и помоћна крстарица. Од девет разарача било је потопљено пет, један је заробљен, један је дезармиран у Шангају, док су два стигла у Владивосток. Од флотног транспорта била су потопљена три брода, два су била дезармирана у Шангају а један се вратио у Русију; од три болничка брода Јапанци су један запленили а један су пустили. Руси су имали преко 5000 мрствих и 6000 заробљених, док су Јапанци имали свега 116 мртвих.
У току ове битке јапански адмирал Того показао је одлично познавање ратне вештине и сјајно руковођење флотом. Комплетна јапанска флота је показала сјајан резултата темељне припреме, систематску извежбаност посада и велике способности команданта и официра. Јапанска флота је тачно изврашавала све маневре, гађајући као да је на вежби и показала се апсолутно надмоћном у сваком погледу. Руски адмирали су напротив показали да не знају ни основне појмове стратегије и тактике, а бродови су били слабо грађени тако да под тим условима ни највећа храброст коју су показали руски морнари и поједини официри није могла да спаси руску флоту од катастрофе.
Мисао која је водила Русе у бици био је пробој у Владивосток; њој су потчинили све оперативне и тактичке захтеве па су надмоћном Јапнацима створили идеалне услове за решавајућу битку. Јапанци су били постигли једну од највећих победа у историји поморског ратовања. Битка код Цушиме је доказала вредност оклопа и истакла потребу за тешком бродском артиљеријом, што је за последицу имало појаву поткласе бојних бродова дреднот и бојних крсташа.